# Bulbophyllum obtusipetalum
Bulbophyllum obtusipetalum är en orkidéart som beskrevs av Johannes Jacobus Smith. Bulbophyllum obtusipetalum ingår i släktet Bulbophyllum och familjen orkidéer. Inga underarter finns listade i Catalogue of Life.